# 켈레티 아그네시
켈레티 아그네시(헝가리어: Keleti Ágnes, 1921년 1월 9일~2025년 1월 2일)는 전 헝가리의 체조 선수이다. 5개의 금메달을 포함하여 10개의 올림픽 메달을 획득한 그녀는 올림픽 사상 최고의 유대인 선수들 중의 하나로 숙고되었다.

## 경력
부다페스트에서 유대인 집안에서 태어난 켈레티는 4세 때에 체조를 시작하여 16세에 국내 선수권을 우승하였다. 1937년과 1956년 사이에 10회의 국내 선수권을 우승하였다.
1940년 헝가리 팀을 위한 최상의 전망으로 숙고되었으나, 제2차 세계 대전이 일어나 그해와 1944년 올림픽이 취소되었다. 전쟁을 살아남기 위해 켈레티는 강제로 숨어다녀야 했다. 아버지는 아우슈비츠에서 사망하였고, 어머니와 누이는 라울 발렌베리에 의하여 구조되었다. 후에 그들은 발견되어 강제 수용소로 보내졌지만, 살아나와 전쟁이 끝난 후 켈레티와 다시 합쳤다.
전쟁 후, 켈레티는 다시 훈련을 시작하였다. 1948년 런던 올림픽 출전에 합격하였으나 부상으로 놓치고 말았다. 계속 훈련을 하여 31세의 나이로 헬싱키 올림픽에 참가할 수 있었다. 그 대회에서 4개의 메달 - 마루 운동 금메달, 단체전 은메달, 2단 평행봉과 휴대 단체전 동메달을 획득하였다. 2년 후, 세계 선수권 대회에서 2단 평행봉을 우승하였다.
1956년 멜버른 올림픽에서 4개의 금메달(평균대, 2단 평행봉, 마루 운동과 휴대 단체전), 2개의 은메달(개인 종합, 단체전)로 대회의 가장 성공적 선수가 되었다. 당시 35세의 나이로 여자 체조 선수들 중 최고 연장자 금메달리스트로 알려졌다.
당시 헝가리가 소비에트 연방의 침입을 받자, 그녀와 헝가리 선수단 44명이 오스트레일리아에 남아있기로 결정하고 정부의 보호를 받았다. 이듬해 켈레티는 이스라엘로 이주하여 가족을 데리러 보낼 수 있었다.
체조에서 은퇴한 후, 텔아비브 대학교와 네타냐에 있는 윈게이트 스포츠 연구소에서 체육 강사로 일하였다. 또한 1990년대에 이스라엘 국가 대표 체조 팀과 함께 코치로서 일하였다.
국제 유대인 스포츠 명예의 전당(1981), 헝가리 스포츠 명예의 전당(1991), 국제 체조 명예의 전당(2002)에 헌액되었다.
2025년 1월 2일 노환으로 사망하였다.

## 같이 보기
- 올림픽 다관왕 목록